# Acetato di potassio
L'acetato di potassio è il sale di potassio dell'acido acetico.
A temperatura ambiente si presenta come un solido bianco dall'odore tenue di acido acetico.